# J. California Cooper
Joan Cooper (10 de novembro de 1931 em Berkeley, Califórnia - 20 de setembro de 2014 em Seattle, Washington), conhecida por seu pseudônimo, J. California Cooper, foi uma dramaturga e autora americana. Ela escreveu 17 peças e foi nomeada Dramaturga Negra do Ano em 1978 por sua peça Strangers.

## Vida e carreira
Cooper se inspirou no nome adotado por Thomas Lanier Williams, "Tennessee" e adotou "Califórnia" como parte de seu pseudônimo.
Seu trabalho foi incentivado pela autora e ativista Alice Walker, que disse sobre Cooper:

Em seu forte sabor folk, o trabalho de Cooper nos lembra de Langston Hughes e Zora Neale Hurston. Como o deles, seu estilo é enganosamente simples e direto e o véu de lágrimas em que seus personagens residem nunca é tão profundo que uma risada rica da tolice de uma pessoa tola não pode ser ouvida.
Cooper foi nomeada Dramaturga Negra do Ano em San Francisco em 1978 por sua peça Strangers.
Foi com o incentivo de Walker que Cooper abandonou sua fama no teatro e começou a escrever contos. Sua primeira coleção A Piece of Mine foi publicada em 1984 pela Wild Trees Press, a editora fundada por Walker.  Duas outras coleções de histórias se seguiram, antes do lançamento de seu primeiro romance, Family, em 1991. Cooper escreveu Funny Valentines, que mais tarde foi transformado em um filme de TV de 1999 estrelado por Alfre Woodard e Loretta Devine.
Os prêmios que Cooper ganhou incluem o American Book Award (por sua coleção de contos de 1986, Homemade Love ), um James Baldwin Writing Award e um Literary Lion Award da American Library Association.
Ela morreu em Seattle, Washington, em 2014 aos 82 anos.  